# Cassia coronilloides
Cassia coronilloides är en ärtväxtart som beskrevs av George Bentham. Cassia coronilloides ingår i släktet Cassia och familjen ärtväxter. Inga underarter finns listade i Catalogue of Life.